# Station Emmerthal
Station Emmerthal (Bahnhof Emmerthal) is een spoorwegstation in de Duitse plaats Emmerthal, in de deelstaat Nedersaksen. Het station ligt aan de spoorlijn Hannover - Soest, de lijn naar Vorwohle, een dorp onder Eimen in de Samtgemeinde Eschershausen-Stadtoldendorf, is grotendeels buiten dienst en wordt sporadisch gebruikt voor treinen van en naar de Kerncentrale Grohnde. Zie echter ook Bodenwerder.

## Indeling
Het station heeft één zijperron en één eilandperron met twee perronsporen (drie in totaal), welke niet zijn overkapt maar voorzien van abri's. Het eilandperron is te bereiken vanaf het zijperron via een voetgangertunnel. Aan de westzijde van het station bevinden zich een parkeerterrein, fietsenstallingen en een bushalte. Tevens staat hier het stationsgebouw van Emmerthal, maar deze wordt als dusdanig niet meer gebruikt.

## Verbindingen
Het station is onderdeel van de S-Bahn van Hannover, die wordt geëxploiteerd door DB Regio Nord. De volgende treinserie doet het station Emmerthal aan:
| Serie | Treinsoort             | Route | Bijzonderheden                 |
| ----- | ---------------------- | --- | ------------------------------ |
| S5    | S-Bahn (DB Regio Nord) | Hannover Flughafen – Hannover Hbf – Hannover Bismarckstraße – Hamelen – Emmerthal – Bad Pyrmont – Paderborn Hbf | Flughafen - Hamelen 2x per uur |